# Gudrun Malmer
Edit Gudrun Malmer, född den 17 juli 1920, död den 6 december 2019 i Lund, var en svensk metodiklektor.
Malmer var utbildad folkskollärare och speciallärare. Hon verkade först som lärare i läsklass och sedan som skolledare. Därefter var hon länge lärare inom lärarutbildningen. Malmer utnämndes till hedersdoktor vid Göteborgs universitet 1999.
Malmer var förespråkare för att lärare i sin matematikundervisning ska utgå från elevernas upplevelser och erfarenheter, ge eleverna ett gott ordförråd samt lära dem att diskutera och reflektera kring begrepp och metoder. Ordlistan fanns med i hennes bok Bra matematik för alla 1999. Malmer utvecklade ett screeningtest kallat för Analys av Läsförståelse i Problemlösning, eller förkortat ALP, vars syfte var att skilja på orsaker till när elever hade svårigheter med matematisk problemlösning. Testets syfte var att skilja språksvårigheter från problem med matematisk resonemangsförmåga.
Hon höll ett flertal föreläsningar på Matematikbiennalen mellan 1980 och 2000.Dessutom medverkade Malmer vid ett stort antal av Sveriges MatematikLärarförenings sommarkuser i Mullsjö. Hon blev också SMaLs första hedersmedlem.
Gudrun Malmers stiftelse utdelar stipendier till pedagoger som vill arbeta forskningsbaserat med utvecklande pedagogik inom matematikens område.